# Force aérienne royale de Bahreïn
La Royal Bahraini Air Force (Arabe : سلاح الجو الملكي البحريني ; français : Force aérienne royale de Bahreïn) est la force aérienne bahreïnienne. Son effectif est passé de 650 personnes en 1992 à 1 500 en 2009,.

## Histoire

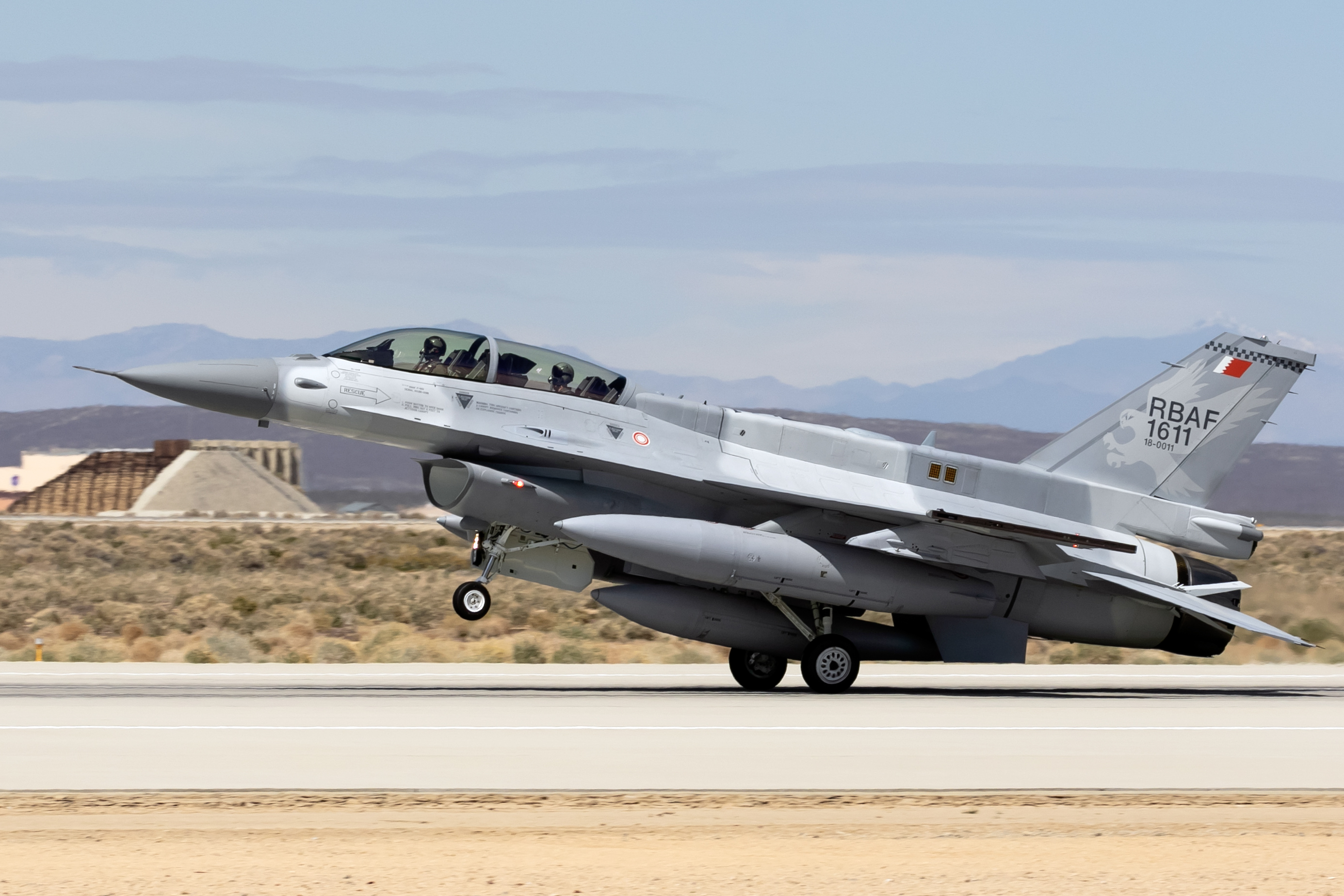
F-16 Block 70

### Création

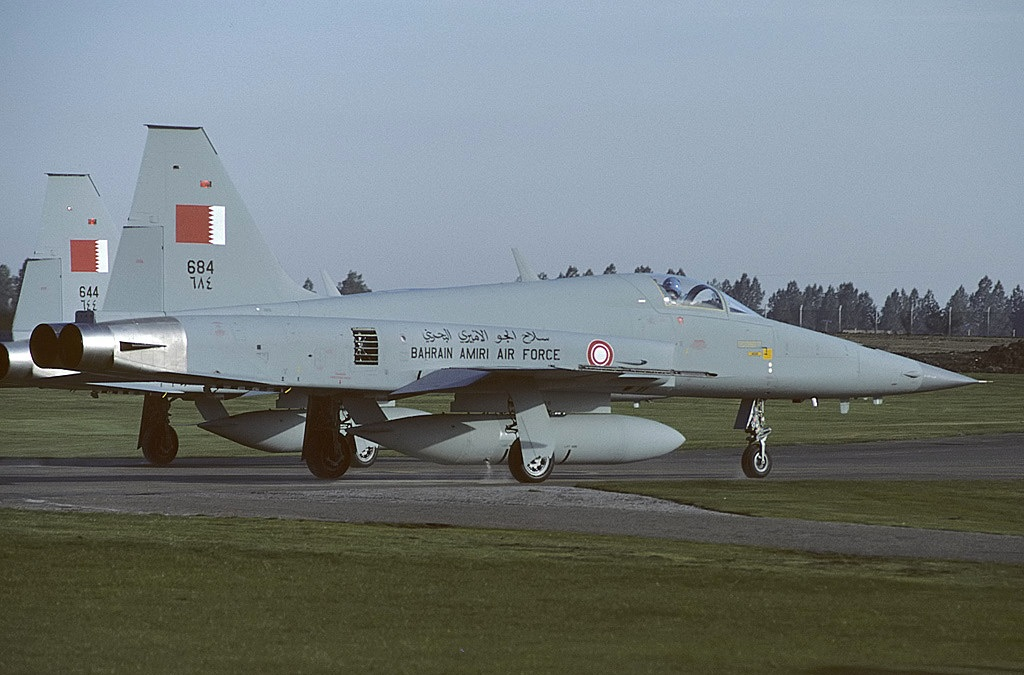
Deux F-5E en route pour être livrés au Bahreïn en 1986.

La Force aérienne de défense de Bahreïn fut mise en place en 1977 sous le nom de Bahrain Amiri Air Force (BAAF). Ses premiers aéronefs furent deux hélicoptères MBB BO 105C et sept AB 212 capables de remplir des missions SAR et d'évacuations sanitaires. Parallèlement, les autorités bahreïniennes songèrent à l'achat de chasseurs, notamment le Northrop F-5 Freedom Fighter, utilisé par la force aérienne saoudienne. Mais la demande fut refusée et rejetée par l'administration Carter, dans le cadre de sa politique de non prolifération des armes en zones sensibles. Mais l'arrivée de Ronald Reagan à la tête des États-Unis, en 1981, ainsi que la poursuite du conflit irako-iranien, permit finalement à la force aérienne bahreïnienne d'acquérir douze Tiger II, dont douze monoplaces et quatre biplaces. Acheté en 1985, les livraisons débutèrent dès le mois de décembre. Les premiers pilotes de Tiger furent formés en Arabie saoudite et des instructeurs américains furent également détachés.

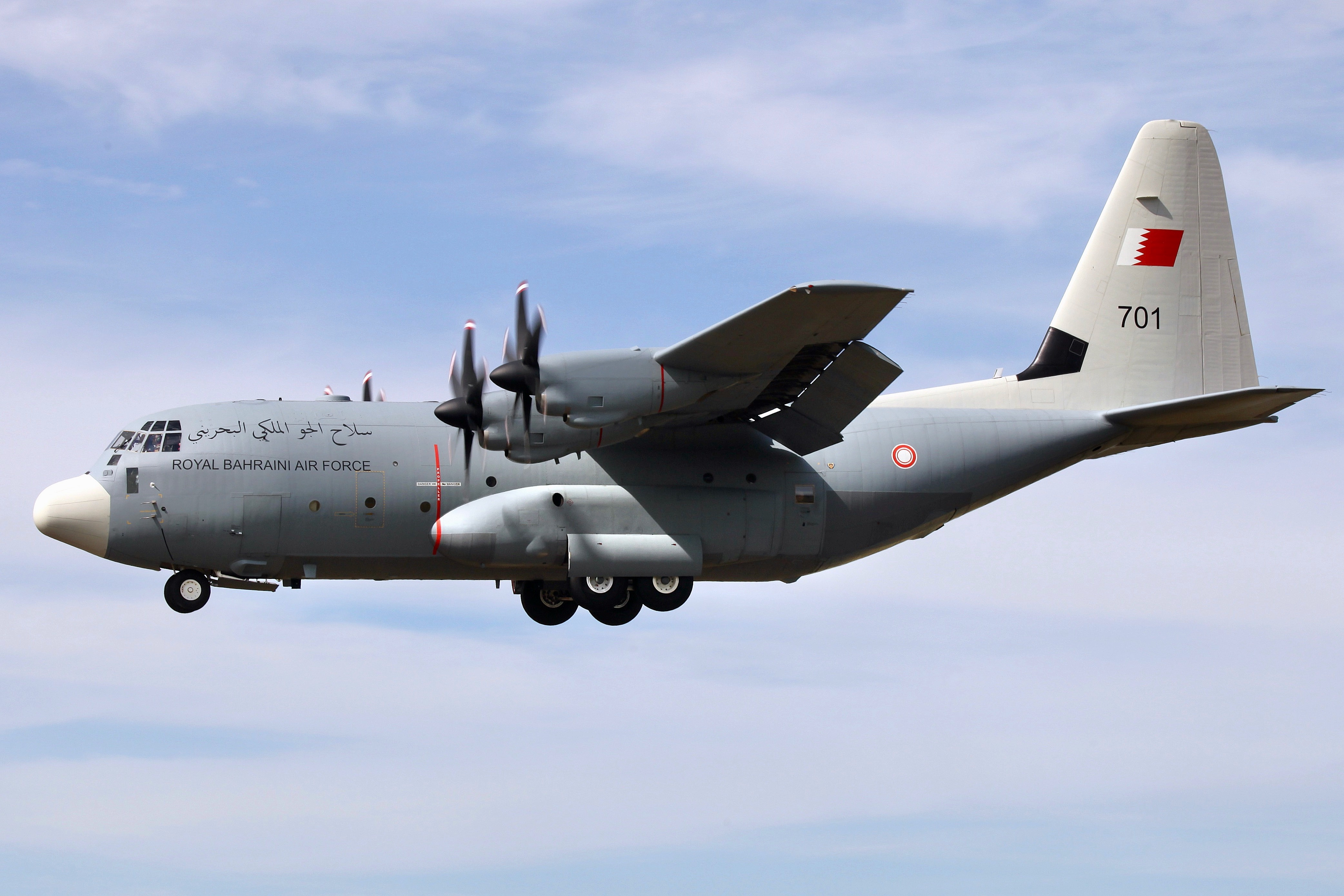
C-130J

Dans ces mêmes années, la BAAF avait aussi songé à l'acquisition de chasseurs de combat plus performants. Après une série d'évaluations sur plusieurs candidats (Mirage 2000, Panavia Tornado, F-15 Eagle, F/A-18 Hornet et de chasseurs d'origine soviétique), c'est finalement le constructeur américain General Dynamics qui remporte le contrat avec l'achat de douze F-16C/D Block 40D par le Bahreïn. En 1989, dans le cadre du programme "Peace Crown", six pilotes de F-5E sont envoyés en Floride, à MacDill AFB, afin d'être transformés sur F-16 Fighting Falcon et de recevoir une formation d'instructeur. Et c'est ainsi, que le 23 mai 1990, les quatre premiers F-16 décollèrent de Fort Worth au Texas en direction de Bahreïn et furent basés à Cheikh Isa Air Base aux côtés des F-5.

### Guerre du Golfe
Le 2 août 1990, à 2 heures du matin, Saddam Hussein lance l'élite de son armée à l'assaut de l'émirat du Koweït. La petite armée koweïtienne est balayée en moins de 4 heures et plusieurs de ses avions furent obligés d'être évacués à Bahreïn. Au cours des suites de la guerre du Golfe, les F-5 et F-16 de la BAAF effectuèrent leurs premières missions défensives le 25 janvier 1991 et commencèrent les opérations offensives le jour suivant. Durant toute la période de l'opération aérienne de Tempête du désert, on comptait en moyenne, 4 sorties par jour.
La guerre du Golfe se termina le 28 février 1991 mais celle-ci permit de renforcer les liens entre le Conseil de coopération du Golfe et les États-Unis avec notamment de nombreux exercices interalliés.
En octobre 1994, à la suite d'une montée des tensions avec l'Irak, les forces aériennes du Conseil de coopération du Golfe, dont celle de Bahreïn, patrouillèrent le long de la zone frontalière et dans l'espace aérien koweïtien.

## AuXXIesiècle
En septembre 1998, dans le cadre du programme baptisé Peace Crown II, dix autres F-16C Block 40D furent commandés et livrés d'octobre 2000 à avril 2001. Ces nouveaux avions sont équipés pour transporter des missiles AIM-120 AMRAAM, utilisé pour la première fois par l'US Air Force durant la guerre du Golfe. En juillet 2000, Bahreïn signe un accord avec BAe Systems pour établir une académie de pilote basé autour de l'avion d'entraînement Hawk, semblable à la NFTC (NATO Flying Training in Canada). Par la suite, des commandes ont été passées pour l'achat de Slingsby T67 Firefly et de BAe Hawk. Les premiers avions de formations ont été livrés à partir d'octobre 2006.
En 2002, à la suite des élections du 14 février, qui changèrent l'émirat en royaume, la Bahrain Amiri Air Force est rebaptisée Royal Bahraini Air Force (RBAF).
En juillet 2018, le gouvernement bahreïnien a signé avec son homologue américain un accord de ventes militaires à l'étranger de 2,18 milliards de dollars pour 14 nouveaux F-16C Block 70 et deux F-16D biplaces, désigné ensuite F-16V, et leur soutien.
2 des précédents F-16 ont été accidentés en date d'avril 2020, un le 27 septembre 2003 dans le golfe persique, le deuxième le 30 décembre 2015 en Arabie saoudite lors de l'Opération Tempête décisive au Yémen.
Bien que la RBAF exploite en 2020 trois avions d'entraînement de base Slingsby T-67M Firefly, ils sont régulièrement cloués au sol, ce qui signifie qu'une option plus fiable est nécessaire. C'est ainsi que les élèves-pilotes sont envoyés aux Émirats arabes unis (école de pilotage du Sheikh Khalifa bin Zayed Air College à Al Ain), en Arabie saoudite (Académie de l'air du Roi Fayçal à la base aérienne de Riyadh-King Khaled) et en Égypte (Académie de l'armée de l'air à la base aérienne de Bilbeis).

## Structure des forces
La structure des forces et l'ordre de bataille de la Royal Bahraini Air Force, se décomposent ainsi[Quand ?] :
Quartier-général, Royal Bahraini Air Force, Manama
- 1st Fighter Wing, quartier-général à Cheikh Isa Air Base
  - 1st Fighter Squadron, F-16C/D Block 40
  - 2nd Fighter Squadron, F-16C/D Block 40
  - 6th Fighter Squadron, Northrop F-5E/F
  - 4th Squadron, Slingsby T67 Firefly
  - 5th Squadron, BAe Hawk 129
- Helicopter Wing, quartier-général à Rifa'a AB
  - 3th Squadron", Agusta-Bell AB212
  - 8th Squadron", Bell AH-1E
  - 9th Squadron", Bell AH-1E
  - 10th Squadron", MBB Bo 105C

## Aéronefs
Les appareils en service en 2023 sont les suivants, :
| Aéronefs                              | Origine            | Type                              | En service      | Versions           | Notes |
| Avion de chasse                       | Avion de chasse    | Avion de chasse                   | Avion de chasse | Avion de chasse    | Avion de chasse |
| ------------------------------------- | ------------------ | --------------------------------- | --------------- | ------------------ | --- |
| General Dynamics F-16 Fighting Falcon | États-Unis         | Avion multirôle                   | 17 4            | F-16C F-16D        | Livrés en 1990 et 2000. Un F-16C perdu en 2003 et un le 30 décembre 2015 lors de l'opération Restaurer l'espoir au Yémen. 14 F-16 block 70 monoplaces et 2 biplaces commandé en novembre 2017, livrable en 2022, 20 F-16 block 40 ont eu une modernisation. |
| Northrop F-5 Freedom Fighter          | États-Unis         | Avion de chasse                   | 8 4             | F-5E F-5F          | Livrés entre fin 1985 et 1986. |
| Avion de transport                    |                    |                                   |                 |                    | |
| Lockheed C-130 Hercules               | États-Unis         | Avion de transport                | 2               | C-130J             | 2 C-130J ex-RAF acheté en août 2017, en essais en octobre 2018,. |
| Cessna 208 Caravan                    | États-Unis         | Avion de transport / surveillance | 1               | Cessna 208B        | |
| Avion d'entraînement                  |                    |                                   |                 |                    | |
| Slingsby T67 Firefly                  | Royaume-Uni        | Avion d'entraînement              | 3               | T-67M Firefly      | Version construite sous licence du Fournier RF-6. |
| BAe Hawk                              | Royaume-Uni        | Avion d'entraînement              | 6               | Hawk 129           | Livrés entre 2006 et 2007 |
| Hélicoptère                           |                    |                                   |                 |                    | |
| Bell AH-1 Cobra                       | États-Unis         | Hélicoptère d'attaque             | 16 12 6         | AH-1E AH-1F TAH-1P | 22 au total en service en 2018. 12 AH-1Z commandé en novembre 2018, livrable durant le second semestre 2022. |
| Agusta-Bell AB.212                    | Italie/ États-Unis | Hélicoptère utilitaire            | 11              |                    | |
| Bölkow Bo 105                         | Allemagne          | Hélicoptère léger                 | 3               |                    | |
| Sikorsky UH-60 Black Hawk             | États-Unis         | Hélicoptère utilitaire            | 1 8             | UH-60L UH-60M      | |
| Sikorsky S-70                         | États-Unis         | Hélicoptère utilitaire            | 3               | S-70A Black Hawk   | |
| Sikorsky S-92                         | États-Unis         | Hélicoptère utilitaire            | 1               | S-92A              | |